# Wächtersbach
Wächtersbach è una città tedesca situata nel land dell'Assia. È attraversato dal fiume Kinzig.